# Consdorf
Consdorf (franska) (luxemburgiska: Konsdref lyssna (fil), tyska: Consdorf) är en ort i kantonen Echternach i östra Luxemburg. Den är huvudort i kommunen med samma namn och ligger cirka 24 kilometer nordost om staden Luxemburg. Orten har 1 392 invånare (2022).